# Dasyblatta charpentierae
Dasyblatta charpentierae är en kackerlacksart som beskrevs av Bonfils 1975. Dasyblatta charpentierae ingår i släktet Dasyblatta och familjen småkackerlackor. Inga underarter finns listade i Catalogue of Life.